# Громадский сельсовет
Громадский сельсовет — сельское поселение в Уярском районе Красноярского края.
Административный центр — посёлок Громадск.

## История
Статус и границы сельского поселения установлены Законом Красноярского края от 18 февраля 2005 года № 13-3040 «Об установлении границ и наделении соответствующим статусом муниципального образования Уярский район и находящихся в его границах иных муниципальных образований»

## Население
| 2010 | 2012  | 2013  | 2014  | 2015  | 2016  | 2017  |
| ---- | ----- | ----- | ----- | ----- | ----- | ----- |
| 2049 | ↘2001 | ↘1988 | ↘1952 | ↗1956 | ↘1939 | ↘1936 |

## Состав сельского поселения
В состав сельского поселения входит один населённый пункт — посёлок Громадск.

## Местное самоуправление
Громадский сельский Совет депутатов
Дата избрания: 14.03.2010. Срок полномочий: 5 лет. Количество депутатов:  10
Глава муниципального образования
- Космачев Евгений Валерьевич. Дата избрания: 14.03.2010. Срок полномочий: 5 лет